# 2006年11月逝世人物列表
2006年逝世人物列表：1月 - 2月 - 3月 - 4月 - 5月 - 6月 - 7月 - 8月 - 9月 - 10月 - 11月 - 12月
2006年11月逝世人物列表，是用於匯總2006年11月期間逝世人物的列表。

## 依日期排序

### 1日
- 貝蒂·阿克曼（Bettye Ackerman），82歲，美國女演員（本·凱西（Ben Casey），中風。[1]
- 丹尼爾·加西亞（Daniel Garcia），80歲，墨西哥職業摔跤手和演員，更廣為人知的名字是胡拉坎·拉米雷斯（HuracánRamírez），心臟病發作。[2]
- 巴迪·基倫（Buddy Killen），73歲，美國唱片製作人，Dial Records創始人，胰腺癌。[3]
- 弗洛倫斯·克洛茨（Florence Klotz），86歲，美國托尼獎獲獎服裝設計師，心力衰竭。[4]
- 約翰尼·斯科菲爾德（Johnny Schofield），75歲，伯明罕城的英國足球運動員，亞瑟斯通鎮的前經理，因病併發症。[5]
- 阿德里安·雪麗（Adrienne Shelly），40歲，美國女演員（《信任》《難以置信的真相》），編劇，導演（《女服務員》），勒死謀殺。[6]
- 威廉·斯泰倫（William Styron），81歲，美國作家（《可見的黑暗》，《納特·特納的自白》，《蘇菲的選擇》），肺炎。[7]
- 希爾達·范·斯托克姆（Hilda van Stockum），98歲，荷蘭紐伯里獎獲得者，兒童讀物作家，中風。[8]
- 西爾維奧·瓦爾維索（Silvio Varviso），82歲，瑞士弗拉姆斯歌劇院指揮，生病。[9]

### 2日
- 拉斐爾·多納托（Rafael Donato），69歲，菲律賓DLSU-Manila總統（1991-1994），De La Salle Lipa總統（1995-2003），溺水身亡。[10]
- 阿德里安·杜阿迪（Adrien Douady），71歲，法國數學家。[11]
- 哈丁·埃利斯（Hadyn Ellis），61歲，威爾士心理學家。[12]
- 沃利·福爾曼（Wally Foreman），58歲，澳大利亞體育評論員，心臟病發作。[13]
- 雷德·海沃斯（Red Hayworth），91歲，美國棒球運動員。[14]
- 卡羅爾·克尼斯利（Carroll Knicely），77歲，美國出版商，曾任肯塔基州三任州長的商務部長。[15]
- 亨寧·克利斯蒂安森（Henning Kristiansen），79歲，丹麥電影攝影師和電影導演（《巴貝特的盛宴》、《我和查理》）。[16]
- 倫納德·施拉德（Leonard Schrader），62歲，美國編劇（《蜘蛛女之吻》《三島》），保羅·施拉德（Paul Schrader）的兄弟，心力衰竭。[17]
- 德里克·特恩布爾（Derek Turnbull），79歲，紐西蘭跑步者。[18]
- 米莉·維塔萊（Milly Vitale），74歲，義大利女演員，自然原因。[19]

### 3日
- Belden Bly，92歲，美國馬薩諸塞州眾議院議員（1948-1979）。[20]
- 小弗蘭克·鄧納姆（Frank Dunham， Jr.），64歲，美國聯邦公設辯護人，扎卡里亞斯·穆薩維（Zacarias Moussaoui）的首席律師，腦癌。[21]
- 艾倫·費爾霍爾爵士，96歲，澳大利亞眾議院議員（1949-1969），國防部長（1966-1969）。[22]
- 費雷敦·霍維達，82歲，敘利亞出生的伊朗駐聯合國大使（1971-1979），癌症。[23]
- 保羅·莫里亞特（Paul Mauriat），81歲，法國音樂家（L'Amour Est Bleu）。[24]
- Sputnik Monroe，77歲，美國職業摔跤手，呼吸系統疾病。[25]
- 瑪拉基·里切爾（Malachi Ritscher），52歲，美國反戰抗議者，自焚。[26]
- 瑪麗·魯迪西爾（Marie Rudisill），95歲，《今夜秀》（The Tonight Show）上的美國“水果蛋糕女士”，杜魯門·卡波特（Truman Capote）的姨媽，自然原因。[27]
- 斯坦利·羅森伯格（Stanley Rothenberg），76歲，美國律師，版權協會前主席，腘動脈瘤手術併發症。[28]
- 阿爾貝托·斯賓塞（Alberto Spencer），68歲，厄瓜多足球運動員（厄瓜多佩納羅爾），南美解放者杯最高射手，心臟手術后感染。[29]

### 4日
- 達詹·艾哈邁德（Dajan Ahmet），44歲，愛沙尼亞演員，車禍。[30]
- 佈雷比斯·布萊尼（Brebis Bleaney），91歲，英國物理學家。[31]
- 納爾遜·邦德（Nelson S. Bond），97歲，美國作家。[32]
- 威廉·李·布倫特（William Lee Brent），75歲，美國黑豹，劫持了一架飛往古巴的飛機，支氣管肺炎。[33]
- 萊昂內爾·布萊爾（Lionel Bryer），78歲，南非牙醫，亞伯丁國際青年節（Aberdeen International Youth Festival）的創始人。[34]
- 弗蘭克·亞瑟·考爾德（Frank Arthur Calder），91歲，加拿大原住民政治家。[35]
- 歐內斯汀·吉爾佈雷斯·凱里（Ernestine Gilbreth Carey），98歲，美國合著者，《Cheap by the Dozen》一書，自然原因。[36]
- John McManners，89歲，英國歷史學家，牛津大學教會史教授（1972-1984）。[37]
- 塞爾吉·洛佩斯·塞古，39歲，巴塞羅那足球俱樂部的西班牙足球運動員，傑拉德·洛佩斯的兄弟，在火車下自殺。[38]

### 5日
- 撒母耳·鮑爾斯（Samuel Bowers），82歲，美國前三K黨帝國巫師，因謀殺弗農·達默（Vernon Dahmer）而被定罪，心臟驟停。[39]
- 陳定南，63歲，臺灣法務部長（2000-2005），肺癌。[40]
- Chuck DeShane，87歲，美式橄欖球四分衛（底特律雄獅隊）。[41]
- 比伦特·埃杰维特（Bülent Ecevit），81歲，土耳其前總理，中風后併發症。[42]
- 85歲的美國民權宣導者喬治·埃瑟（George Esser）成立了北卡羅來納州基金。[43]
- 奧斯卡·岡薩雷斯，82歲，烏拉圭大獎賽車手。[44]
- 弗蘭克·馬斯登（Frank Marsden），83歲，英國工黨議員（1971-1974）。[45]
- Pietro Rava，90歲，義大利前足球運動員，1938年世界杯冠軍隊最後倖存的成員，阿爾茨海默病。[46]
- 漢姆·理查森（Ham Richardson），73歲，美國網球運動員，美國公開賽雙打冠軍，糖尿病併發症。[47]
- 弗朗西斯·舒卡特（Francis Schuckardt），69歲，美國傳統天主教主教，拒絕了梵蒂岡第二屆大公會議的法令，喉癌。[48]
- 鮑比·希勒（Bobby Shearer），74歲，蘇格蘭前足球運動員（漢密爾頓學院，流浪者隊），生病。[49]

### 6日
- 米格爾·阿塞維斯·梅希亞（Miguel Aceves Mejía），90歲，墨西哥歌手和演員，被稱為“假聲之王”，支氣管炎。[50]
- 弗朗西斯科·费尔南德斯·奥乔亚，56歲，西班牙退役高山滑雪運動員，1972年冬奧會金牌得主，癌症。[51]
- 費德里科·洛佩斯（Federico López），44歲，波多黎各籃球運動員，參加過兩屆奧運會和三屆世界錦標賽，心臟病發作。[52]
- J. T. Rutherford，85歲，美國德克薩斯州民主黨眾議員（1955-1963），阿爾茨海默病併發症。[53]

### 7日
- 保羅·巴爾特斯（Paul Baltes），67歲，德國發展心理學家，癌症。[54]
- 約翰·科伯恩（John Coburn），81歲，澳大利亞藝術家，1960年和1977年布萊克獎獲得者。[55]
- 巴迪·克爾（Buddy Kerr），84歲，美國棒球遊擊手（紐約巨人隊），自然原因。[56]
- 傑基·派克（Jackie Parker），74歲，美式橄欖球運動員，全美球員，主教練兼總經理，喉癌。[57]
- 布萊恩·帕塔（Bryan Pata），22歲，美式橄欖球運動員（邁阿密颶風隊），開槍。[58]
- 約翰尼·塞恩（Johnny Sain），89歲，美國職業棒球大聯盟投手，中風併發症。[59]
- Jean-Jacques Servan-Schreiber，82歲，法國記者和政治家，支氣管炎併發症。[60]
- 布赖恩·汤姆森（Brian Thomson），87歲，D.C. Thomson & Co. Ltd的英國董事長（1974-2005）。[61]
- Polly Umrigar，80歲，印度板球隊隊長（1955-1958），淋巴瘤。[62]

### 8日
- 柳德米拉·布爾達科娃，68歲，俄羅斯排球運動員。[63]
- 羅茲·費爾布裡奇（Rhodes Fairbridge），92歲，哥倫比亞大學的澳大利亞地質學家，氣候變化和腦腫瘤專家。[64]
- 詹姆斯·亨特爵士（Sir James Hunt），63歲，英國高等法院女王法庭法官，腦瘤。[65]
- Lia Looveer，86歲，愛沙尼亞出生的澳大利亞政治家。[66]
- Basil Poledouris，61歲，美國電影作曲家（《野蠻人柯南》、《機械戰警》、《星際戰隊》），癌症。[67]
- 安妮特·罗杰斯（Annette Rogers），93歲，美國運動員，1932年和1936年奧運會4×100米接力金牌得主。[68]

### 9日
- 埃德·布蘭得利（Ed Bradley），65歲，美國哥倫比亞廣播公司新聞記者和60分鐘記者，白血病。[69]
- 加頓·德爾·薩維奧（Garton del Savio），92歲，美國棒球運動員，生病。[70]
- Mary R. Grizzle，85歲，美國政治家。[71]
- 瑪麗安·馬什（Marian Marsh），93歲，美國1930年代女演員（《地獄天使》《斯文加利》），呼吸驟停。[72]
- 72歲的愛爾蘭建築師山姆·斯蒂芬森（Sam Stephenson）設計了中央銀行和伍德碼頭（Wood Quay），這是心臟手術的併發症。[73]
- 艾倫·威利斯（Ellen Willis），64歲，美國記者，教授，女權主義活動家和評論家，肺癌。[74]
- 马库斯·沃尔夫（Markus Wolf），83歲，德國前東德秘密情報局局長，自然原因。[75]

### 10日
- 本尼·安德魯斯（Benny Andrews），75歲，美國畫家，癌症。[76]
- 戴安娜·庫普蘭（Diana Coupland），74歲，英國女演員（Bless This House），心臟手術后併發症。[77]
- 加布里埃爾·多諾索（Gabriel Donoso），46歲，智利馬球運動員，從馬背上摔下來。[78]
- Fokko du Cloux，51歲，荷蘭數學家和計算機科學家，肌萎縮側索硬化症。[79]
- 莫裡斯·弗洛凱（Maurice Floquet），111歲，法國超級百歲老人。[80]
- 道格·弗裡德林（Doug Friedline），49歲，傑西·文圖拉（Jesse Ventura）的美國競選經理，心臟病發作。[81]
- 傑拉爾德·萊弗特（Gerald Levert），40歲，美國R&B歌手，The O'Jays主唱埃迪·萊弗特（Eddie Levert）的兒子，意外急性中毒。[82]
- Chubby Oates，63歲，英國Cockney喜劇演員，心臟病發作。[83]
- 杰克·帕兰斯（Jack Palance），87歲，美國演員（Shane，City Slickers，蝙蝠俠），奧斯卡獎得主（1992年）。[84]
- 弗朗西斯科·奎納，75歲，葡萄牙奧運水手[85]
- Nadarajah Raviraj，44歲，斯裡蘭卡泰米爾民族聯盟議員，被槍殺。[86]
- 伊戈尔·德米特里耶维奇·谢尔盖耶夫，68歲，俄羅斯國防部長（1997-2001），俄羅斯聯邦唯一的元帥，癌症。[87]
- 杰克·威廉森（Jack Williamson），98歲，美國科幻作家。[88]

### 11日
- Anicée Alvina，53歲，法國女演員，肺癌。[89]
- 貝琳達·埃米特（Belinda Emmett），32歲，澳大利亞女演員（Home and Away），轉移性乳腺癌。[90]
- Jabu Khanyile，49歲，南非音樂家，曾在約翰尼斯堡Live 8音樂會上演奏，前列腺癌。[91]
- 斯坦福大學83歲的美國微生物學家埃丝特·莱德伯格（Esther Lederberg）發現了λ噬菌體、肺炎和心力衰竭。[92]
- 哈裡·萊霍茨基（Harry Lehotsky），49歲，加拿大反貧困宣導者和報紙專欄作家，胰腺癌。[93]
- 羅尼·史蒂文斯（Ronnie Stevens），81歲，英國喜劇演員。[94]
- Joop van Domselaar，78歲，荷蘭奧運射擊運動員。[95]

### 12日
- 阿爾方斯·哈利米（Alphonse Halimi），74歲，法國拳擊手，前世界雛量級冠軍，肺炎。[96]
- 哈威·曼寧（Harvey Manning），81歲，美國環保主義者和作家。[97]
- 馬里奧·梅羅拉（Mario Merola），72歲，義大利歌手和演員，心臟病發作。[98]
- 雅各·E·斯馬特（Jacob E. Smart），97歲，美國空軍將軍和美國宇航局高管，美國歐洲司令部前副司令。[99]
- 約瑟夫·恩加羅（Joseph Ungaro），76歲，美國記者。[100]
- H·唐納德·威爾遜（H. Donald Wilson），82歲，LexisNexis的美國創始人，心臟病發作。[101]

### 13日
- Louis Chevalier，85歲，法國奧運競走運動員。[102]
- 米爾頓·德雷克（Milton Drake），94歲，美國作詞家和表演權管理員。[103]
- 康拉德·福克斯（Konrad Fuchs），109歲，德國人，被認為是在世最年長的天主教神父，第一次世界大戰退伍軍人。[104]
- 猶大·魯本（Judah Reuben），84歲，印度板球裁判。[105]

### 14日
- 托尼·加拉（Tony Gara），67歲，辛巴威政治家，哈拉雷市長，癌症。[106]
- 約翰·哈勒姆（John Hallam），65歲，北愛爾蘭演員。[107]
- 蒙塔古·希格斯，67歲，巴哈馬奧運水手 [108]
- Bertrand Poirot-Delpech，77歲，法國作家和記者。[109]
- G·戈登·斯特朗（G. Gordon Strong），92歲，加拿大裔美國出版商，肺炎。[110]
- 彼特·蘇德（Pete Suder），90歲，美國棒球運動員。[111]
- Owen Truelove，69歲，英國皇家空軍空軍準將，滑翔機墜毀。[112]

### 15日
- 喬治·布萊克本（George G. Blackburn），90歲，加拿大作家（《諾曼第之槍》），加拿大勳章成員，癌症。[113]
- 約翰·布萊克本（John Blackburn），93歲，美國詞曲作者（“佛蒙特州的月光”，“薩斯奎哈納”），自然原因。[114]
- 石川賢，58歲，日本漫畫家，Getter Robo動漫系列《心力衰竭》的共同創作者。[115]
- 安娜·卡羅萊納·雷斯頓（Ana Carolina Reston），21歲，巴西模特，神經性厭食症併發症。[116]
- 保羅·裡格比（Paul Rigby），82歲，澳大利亞漫畫家，心臟病發作。[117]
- David K. Wyatt，69歲，美國泰國歷史學家，肺氣腫和心力衰竭。[118]

### 16日
- 弗蘭克·杜爾坎（Frank Durkan），76歲，愛爾蘭出生的美國律師，在美國為愛爾蘭共和軍成員辯護，肺部感染。[119]
- 米爾頓·佛利民（Milton Friedman），94歲，美國貨幣主義者和自由市場經濟學家，1976年諾貝爾獎獲得者，心力衰竭。[120]
- 加里·格雷弗（Gary Graver），68歲，奧遜·威爾斯（Orson Welles）的美國電影攝影師（F代表假的，風的另一邊），癌症。[121]
- 傑夫·格裡芬（Geoff Griffin），67歲，南非板球運動員，心臟病發作。[122]
- 尤里·列瓦達（Yuri Levada），76歲，俄羅斯社會學家和民意調查專家，心臟病發作。[123]
- 傑克·麥克弗森（Jack Macpherson），69歲，美國衝浪板運動員，肝腎衰竭。[124]
- 帕麗斯·西奧多（Paris Theodore），63歲，美國槍支發明者和製造商，多發性硬化症。[125]
- 約翰·維爾，84歲，英國古典作曲家，癌症。[126]

### 17日
- 約翰·阿克蘭爵士，77歲，英國將軍，羅得西亞部隊司令（1979-1980）。[127]
- 露丝·布朗（Ruth Brown），78歲，美國藍調歌手，心臟病發作和中風的併發症。[128]
- 傑弗里·漢森（Jeffrey O. Hanson），48歲，美國政治家，明尼蘇達州眾議院議員，克雅氏病。[129]
- 科林·平奇（Colin Pinch），85歲，澳大利亞板球運動員。[130]
- 托尼·皮西（Tony Pithey），73歲，南非板球運動員，胰腺癌。[131]
- 普斯卡什·费伦茨（Ferenc Puskás），79歲，匈牙利前足球運動員和教練，肺炎。[132]
- Flo Sandon's，82歲，義大利歌手，聖雷莫音樂節冠軍（1953年）。[133]
- Bo Schembechler，77歲，密歇根大學美利堅大學橄欖球主教練（1969-1989），心臟問題。[134]
- 拉梅茲·特貝特（Ramez Tebet），70歲，巴西政治家和律師，癌症。[135]

### 18日
- 40歲的車臣軍閥兼聯邦安全域司令莫夫拉迪·拜薩羅夫（Movladi Baisarov）被槍殺。[136]
- 羅傑·博爾頓（Roger Bolton），59歲，英國工會會員，癌症。[137]
- 莫裡斯·格雷厄姆（Maurice W. Graham），89歲，美國“流浪漢族長”和作家，中風。[138]
- 基思·羅蘭茲（Keith Rowlands），70歲，威爾士國際橄欖球委員會首席執行官。[139]

### 19日
- 威廉·比斯利（William G. Beasley），86歲，英國東方歷史學家。[140]
- 德克·迪克森（Dirk Dirksen），69歲，美國朋克搖滾推廣人。[141]
- 愛德華·福特爵士，96歲，英國國王喬治六世和女王伊莉莎白二世的私人秘書（1946-1967）。[142]
- 史密斯·亨普斯通（Smith Hempstone），77歲，美國記者和駐肯亞大使（1989-1993），糖尿病併發症。[143]
- 伊曼紐爾·赫維茨（Emanuel Hurwitz），87歲，英國小提琴家。[144]
- Khir Johari，83歲，馬來西亞教育部長，心臟病發作。[145]
- 伊芙琳·凱佩爾（Evelyn Keppel），77歲，美國棒球運動員（AAGPBL）。[146]
- 胡里奧·拉莫斯（Julio Ramos），71歲，阿根廷記者，導演（Ámbito Financiero），白血病。[147]
- 傑瑞米·史列特（Jeremy Slate），80歲，美國演員（《天生的失敗者》、《魔鬼旅》），食道癌。[148]

### 20日
- 勞勃·阿特曼（Robert Altman），81歲，美國電影導演（MASH，納什維爾，捷徑），白血病併發症。[149]
- 佐娅·齐奥塞斯库，56歲，羅馬尼亞數學家，尼古拉·齊奧塞斯庫的女兒，肺癌。[150]
- 威廉·喬治（William R. P. George），94歲，英國大德魯伊，吟遊詩人，小說家，首相大衛·勞埃德·喬治的侄子。[151]
- 唐納德·漢密爾頓，90歲，美國間諜小說作家。[152]
- 瓦利德·哈桑（Walid Hassan），47歲，伊拉克電視喜劇演員，被槍殺。[153]
- 克裡斯·海沃德（Chris Hayward），81歲，達德利·杜利（Dudley Do-Right）和明斯特（The Munsters）的美國創作者，生病了。[154]
- 洪学智，94歲，中國將軍，病情不明。[155]
- 凱文·麥克洛裡（Kevin McClory），80歲，愛爾蘭電影製片人（《永不言敗》）。[156]
- 索爾·烏巴爾迪尼（Saúl Ubaldini），69歲，阿根廷勞工領袖，庇隆主義黨議員，肺癌。[157]
- 安德列·沃特斯（Andre Waters），44歲，美式橄欖球運動員，自殺。[158]

### 21日
- 斯維因·埃裡克·巴克（Svein Erik Bakke），59歲，挪威企業家。[159]
- Gheorghe Calciu-Dumitreasa，80歲，羅馬尼亞牧師，持不同政見者尼古拉·齊奧塞斯庫的統治，胰腺癌。[160]
- 戴爾·德阿爾蒙德（Dale DeArmond），92歲，美國藝術家和圖書管理員，朱諾紀念圖書館館長（1958-1979）。[161]
- 34歲的黎巴嫩工業部長皮埃爾·傑馬耶勒（Pierre Gemayel）被槍殺。[162]
- 哈桑·古莱德·阿普蒂敦（Hassan Gouled Aptidon），90歲，迪吉布地第一任總統，自然原因。[163]
- 小羅伯特·洛克伍德（Robert Lockwood， Jr.），91歲，美國藍調吉他手和歌手，呼吸衰竭。[164]
- 伯納德·里姆蘭（Bernard Rimland），78歲，美國自閉症研究員，前列腺癌。[165]
- Eliezer Waldenberg，89歲，以色列哈雷迪拉比。[166]
- 哈羅德·楊爵士，83歲，澳大利亞自由黨政治家，參議院議長（1981-1983）。[167]

### 22日
- 約翰·艾倫·卡梅隆（John Allan Cameron），67歲，加拿大凱爾特音樂先驅，骨癌。[168]
- 穆里爾·卡斯塔尼斯（Muriel Castanis），80歲，美國雕塑家，肺衰竭。[169]
- 派特·多布森（Pat Dobson），64歲，美國職業棒球大聯盟投手，白血病。[170]
- Gilles Grégoire，80歲，加拿大政治家，魁北克黨聯合創始人。[171]
- 羅伊·紐厄爾（Roy Newell），92歲，美國抽象表現主義畫家，癌症。[172]
- 約翰·佩頓，約維爾男爵佩頓，87歲，英國交通部長（1970-1974）和國會議員（1951-1983）。[173]

### 23日
- 傑里·拜爾斯（Jerry Bails），73歲，美國流行文化和漫畫歷史學家，心臟病發作。[174]
- 赫蘇斯·布蘭科內拉斯（JesúsBlancornelas），70歲，墨西哥記者，《Zeta》雜誌的創始編輯，胃癌。[175]
- 傑拉爾德·博伊德（Gerald M. Boyd），56歲，《紐約時報》美國總編輯，肺癌。[176]
- 尼克·克拉克（Nick Clarke），58歲，英國BBC主持人和記者，癌症。[177]
- 理查·克萊門茨（Richard Clements），78歲，英國記者，《論壇報》編輯（1961-1982）。[178]
- 貝蒂·康登（Betty Comden），89歲，美國作詞家，以與阿道夫·格林（Adolph Green）一起創作音樂劇而聞名，包括《雨中曲》（Singin' in the Rain），心力衰竭。[179]
- 傑克·費蘭特（Jack Ferrante），90歲，費城老鷹隊（Philadelphia Eagles）的美式足球運動員。[180]
- 伊恩·戈登·吉爾（Ian Gordon Gill），86歲，英國陸軍上將。[181]
- Ştefan Haukler，64歲，羅馬尼亞奧運擊劍運動員。[182]
- 羅伊·霍普金斯（Roy M. Hopkins），63歲，美國政治家，路易士安那州眾議院議員。[183]
- 亞歷山大·瓦爾特羅維奇·利特維年科，43歲，俄羅斯間諜和弗拉基米爾·普京的批評者，中毒。[184]
- 菲利普·努瓦雷（Philippe Noiret），76歲，法國演員（Il Postino，Cinema Paradiso），癌症。[185]
- 安妮塔·奧戴（Anita O'Day），87歲，美國爵士歌手，肺炎。[186]
- 威利·佩普（Willie Pep），84歲，美國名人堂羽量級拳擊手，阿爾茨海默病。[187]
- 邹承鲁，83歲，中國生物化學家，中國科學院院士，世界科學院院士，癌症患者。[188]

### 24日
- Kwesi Armah，77歲，迦納外交官和政治家。[189]
- 吉伯特·貝瑙斯（Gilbert Benausse），74歲，法國橄欖球聯盟球員。[190]
- 沃爾特·布克（Walter Booker），72歲，美國爵士貝斯手（Cannonball Adderley Quintet），心臟驟停。[191]
- 約翰·布裡奇斯（John Bridgers），84歲，新墨西哥大學（University of New Mexico）的美國體育主任，充血性心力衰竭。[192]
- 威廉·迪爾（William Diehl），81歲，美國作家（《原始恐懼》《沙基的機器》），主動脈瘤。[193]
- 菲利斯·弗雷澤（Phyllis Fraser），90歲，美國女演員，作家和出版商，秋季併發症。[194]
- 羅伯特·庫珀曼（Robert Kupperman），71歲，美國戰略與國際研究中心（CSIS）的美國恐怖主義專家，帕金森病併發症。[195]
- Juice Leskinen，56歲，芬蘭創作歌手，患有慢性腎病、肝硬化和糖尿病。[196]
- 弗蘭克·L·馬德拉（Frank L. Madla），69歲，自1973年以來一直擔任德克薩斯州立法機構的美國議員，房屋火災。[197]
- 羅伯特·麥克費林（Robert McFerrin），85歲，美國歌手，鮑比·麥克費林（Bobby McFerrin）的父親，心臟病發作。[198]
- 塞爾瑪·斯科特（Thelma Scott），93歲，澳大利亞女演員（第96號），心臟病發作。[199]
- 馬克斯·索利文（Max Soliven），77歲，《菲律賓星報》（The Philippine Star）的菲律賓出版商，心臟驟停。[200]
- 喬治·特羅（George W. S. Trow），63歲，美國作家和媒體評論家，自然原因。[201]
- Zdeněk Veselovský，78歲，捷克動物學家，心力衰竭。[202]

### 25日
- 盧西亞諾·博塔羅（Luciano Bottaro），75歲，義大利漫畫創作者（Pepito）。[203]
- 瓦倫丁·伊利薩爾德（Valentín Elizalde），27歲，墨西哥班達歌手，被槍殺。[204]
- David Hermance，59歲，美國豐田工程師（普銳斯），飛機失事。[205]
- 梅爾文·韋伯（Melvin M. Webber），86歲，美國城市設計師。[206]

### 26日
- 馬里奧·切薩里尼（Mário Cesariny），83歲，葡萄牙超現實主義畫家和作家，癌症。[207]
- 阿布·哈夫斯·烏爾杜尼（Abu Hafs al-Urduni），33歲，伊奧爾丹恐怖分子，被俄羅斯軍隊擊斃。
- Leo Chiosso，86歲，義大利詞曲作者。[208]
- 戴夫·科克魯姆（Dave Cockrum），63歲，美國漫畫家（X戰警，超級英雄軍團，復讎者聯盟），糖尿病併發症。[209]
- 以撒·加爾維茲（Isaac Gálvez），31歲，西班牙自行車手，自行車事故。[210]
- 斯蒂芬·海伍德（Stephen Heywood），37歲，電影《如此之快》的美國主角，肌萎縮側索硬化症。[211]
- 安東尼·傑克遜（Anthony Jackson），62歲，英國演員，癌症。[212]
- 喬治·潘托（Giorgio Panto），65歲，義大利電視台老闆和分離主義政治家，直升機墜毀。[213]
- 格雷厄姆·魯普（Graham Roope），60歲，英國板球運動員，心臟病發作。[214]
- 羅莎·米婭（Rosa Mia），81歲，菲律賓女演員兼導演。[215]
- 勞爾·貝拉斯科，73歲，墨西哥電視節目主持人（Siempre en Domingo），丙型肝炎。[216]
- Fazlul Karim（學者），71歲，伊斯蘭學者和政治家，Chormonai Darbar的Pir Shaheb和Islami Shashontantra Andolan的領導人，自然原因。[217]

### 27日
- 83歲的美國爵士大號演奏家唐·巴特菲爾德（Don Butterfield）曾與中風相關疾病的Dizzy Gillespie和Frank Sinatra一起演奏。[218]
- 貝比·摩爾·坎貝爾（Bebe Moore Campbell），56歲，美國作家（《你欠我什麼》），腦癌。[219]
- 凱西·科爾曼（Casey Coleman），55歲，美國體育解說員，四次艾美獎得主，胰腺癌。[220]
- 喬治·多伊格（George Doig），93歲，澳大利亞足球運動員。[221]
- 艾倫·弗里曼（Alan Freeman），79歲，英國BBC DJ，自然原因。[222]
- 拉裡·亨德森（Larry Henderson），89歲，加拿大CBC電視台《國家》（The National）的第一位常規廣播員，自然原因。[223]
- 埃迪·梅奧（Eddie Mayo），96歲，美國棒球運動員，自然原因。[224]
- 蘇珊·拉布·西蒙森（Susan Raab Simonson），37歲，美國戲劇女演員和製片人，乳腺癌患者。[225]

### 28日
- 拉爾夫·埃裡克森（Ralph A. Erickson），82歲，美國政治家。[226]
- Rose Mattus，90歲，英國出生的美國哈根達斯霜淇淋聯合創始人，自然原因。[227]
- 马克斯·默克尔，87歲，奧地利足球運動員和教練。[228]
- 伯納德·奧查德（Bernard Orchard），96歲，英國聖經學者。[229]
- 柳博夫·波蘭丘克，57歲，俄羅斯女演員，脊柱疾病。[230]
- 普里莫·沃爾皮（Primo Volpi），90歲，義大利自行車手。[231]
- 埃利奧特·威爾斯（Elliot Welles），79歲，奧地利出生的美國大屠殺倖存者，B'nai B'rith的納粹戰犯檢察官，心臟病發作。[232]
- 瑪莎·利普頓（Martha Lipton），93歲，美國歌劇歌手，自然原因。[233]
- 穆罕默德·哈尼夫，62歲，孟加拉國政治家，達卡市公司市長（1994-2002），多器官衰竭。[234]

### 29日
- 羅莎莉·布拉德福德（Rosalie Bradford），63歲，美國吉尼斯世界紀錄保持者，最重的女性，體重減輕最多，肥胖併發症。[235]
- 艾倫·卡爾（Allen Carr），72歲，英國反吸煙活動家，肺癌。[236]
- Şenol Coşkun，18歲，土耳其兒童演員（Zıpçıktı），交通事故。[237]
- Jean Dulieu，85歲，荷蘭兒童作家和連環畫漫畫家。[238]
- 倫納德·弗裡德（Leonard Freed），77歲，美國攝影記者，Magnum Photography Collective成員，癌症併發症。[239]
- Akio Jissoji，69歲，日本電視和電影導演（奧特曼，奧特七號），胃癌。[240]
- 埃米特·凱利（Emmett Kelly），82歲，美國小醜，埃米特·凱利（Emmett Kelly）的兒子，肺炎併發症。[241]
- Leon Niemczyk，82歲，波蘭演員，肺癌。[242]
- 哈努曼特·辛格（Hanumant Singh），67歲，印度板球運動員和國際板球理事會比賽裁判，因登革熱和乙型肝炎導致器官衰竭。[243]

### 30日
- 拉斐爾·布埃納文圖拉（Rafael Buenaventura），68歲，菲律賓中央銀行行長，腎癌。[244]
- 科林·克蘭普霍恩（Colin Cramphorn），50歲，英國西約克郡首席警員，前列腺癌。[245]
- 倫納德·格林（Leonard Greene），88歲，美國航空安全裝置發明者，肺癌。[246]
- 佩里·亨澤爾（Perry Henzell），70歲，牙買加電影導演（《他們來得更難》）和作家，癌症。[247]
- Eli Mohar，57歲，以色列詞曲作者和專欄作家，胰腺癌。[248]
- 雪莉·沃克（Shirley Walker），61歲，美國電影配樂作曲家，腦動脈瘤。[249]